# Cantonul Seynod
Cantonul Seynod este un canton din arondismentul Annecy, departamentul Haute-Savoie, regiunea Rhône-Alpes, Franța.

## Comune
- Chavanod
- Cran-Gevrier
- Duingt
- Entrevernes
- La Chapelle-Saint-Maurice
- Leschaux
- Montagny-les-Lanches
- Quintal
- Saint-Eustache
- Saint-Jorioz
- Sévrier
- Seynod (reședință)